# Elderon (condado de Marathon, Wisconsin)
Elcho es un pueblo ubicado en el condado de Langlade en el estado estadounidense de Wisconsin. En el Censo de 2010 tenía una población de 1.233 habitantes y una densidad poblacional de 6,33 personas por km².

## Geografía
Elcho se encuentra ubicado en las coordenadas 45°24′49″N 89°9′21″O / 45.41361, -89.15583. Según la Oficina del Censo de los Estados Unidos, Elcho tiene una superficie total de 194.88 km², de la cual 183.8 km² corresponden a tierra firme y (5.69%) 11.08 km² es agua.

## Demografía
Según el censo de 2010, había 1.233 personas residiendo en Elcho. La densidad de población era de 6,33 hab./km². De los 1.233 habitantes, Elcho estaba compuesto por el 96.59% blancos, el 0% eran afroamericanos, el 0.89% eran amerindios, el 0.08% eran asiáticos, el 0% eran isleños del Pacífico, el 0.24% eran de otras razas y el 2.19% pertenecían a dos o más razas. Del total de la población el 0.89% eran hispanos o latinos de cualquier raza.